# 948 км (зупинний пункт, Донецька залізниця)
948 км — закрита пасажирська зупинна залізнична платформа Лиманської дирекції Донецької залізниці.
Розташована поблизу присадибних ділянок та с. Передільське, Щастинський район, Луганської області на лінії Кіндрашівська-Нова — Граківка між станціями Городній (9 км) та Красноозерівка (12 км).
Через військову агресію Росії на сході України транспортне сполучення припинене. 30 травня 2016 року рух поїздів відновлено, лінією Валуйки — Кіндрашівська почував курсувати приміський поїзд Кіндрашівська-Нова — Лантратівка.